# ایبادان
ایبادان (به انگلیسی: Ibadan)، شهری در جنوب غربی نیجریه، سومین شهر پرجمعیت این کشور و مرکز ایالت اویو است. در سرشماری سال ۲۰۱۱ میلادی، ایبادان بیش از ۳٫۲ میلیون نفر جمعیت داشته‌است.این شهر از نظر مساحت بزرگترین شهر کشور است. در زمان استقلال نیجریه در سال ۱۹۶۰، ایبادان پس از لاگوس پرجمعیت‌ترین شهر کشور و سومین شهر پرجمعیت در آفریقا پس از قاهره و لاگوس بود اما در حال حاضر سومین شهر بزرگ نیجریه پس از لاگوس و کانو می‌باشد.
ایبادان در جنوب غربی نیجریه، ۱۲۸ کیلومتری شمال شرقی شمال شهر لاگوس و ۵۳۰ کیلومتری جنوب غربی آبوجا، پایتخت فدرال واقع شده‌است و یک نقطه حمل و نقل برجسته بین منطقه ساحلی و مناطق داخلی کشور است. ایبادان از روزهای حکومت استعمار انگلیس مرکز مدیریت منطقه غربی نیجریه بوده‌است و بخش‌هایی از دیوار باستانی این شهر هنوز تا امروز پابرجاست. ساکنان اصلی شهر یوروباها و همچنین جوامع مختلف از دیگر مناطق کشور هستند.